# Jacqueline Moudeina
Jacqueline Moudeina (Koumra, Tchad, 1957) est une avocate et militante des droits de l’homme tchadienne. Depuis 1998, elle travaille sur le dossier des victimes d'Hissène Habré, ce qui la conduit à être menacée, et blessée dans un attentat. Mi-2015, elle intervient dans le procès de l'ancien dirigeant du Tchad, à Dakar.

## Biographie

### Formation et exil au Congo-Brazzaville
Originaire de la région de Mandoul, dans le sud du Tchad, Jacqueline Moudeina vécut une enfance d’orpheline, son père, médecin connu, ayant en effet succombé à une intoxication quelques semaines après la naissance de sa fille. Après avoir passé son bac dans la capitale Ndjamena, en 1978 elle s'inscrivit à l’université de Ndjamena, pour y poursuivre des études d’anglais. Cependant, la guerre civile tchadienne (1979 – 1982), et le régime de terreur instauré ensuite par le dictateur Hissène Habré de 1982 à 1990, contraignirent Jacqueline Moudeina et son mari à quitter le pays. Entre 1982 et 1995, elle vécut en exil à Brazzaville, dans la République du Congo, où elle fit des études de droit. En 1993, elle adhéra à la section congolaise de l’organisation de défense des droits de l’homme, puis à l'ATPDH (Association Tchadienne pour la Protection des Droits de l’Homme), fondée au Tchad peu auparavant.

### Avocate des victimes de la dictature d’Habré
Retournée dans son pays d’origine en 1995, elle s’inscrivit au barreau et mit ses compétences au service du bureau tchadien de l’ATPDH à N'Djamena, devenant ainsi l’une des premières femmes au Tchad à travailler comme assistante juridique et mandataire de justice. Depuis lors, elle s’engage en particulier pour les droits des femmes, des enfants et des groupes discriminés de la population, et lutte, en affrontant l’indifférence des autorités tchadiennes en la matière, contre l’impunité qui couvre les violations des droits de l’homme.
Depuis 1998, elle s’est faite l’avocate des victimes du régime d’Hissène Habré. Une commission d’enquête instituée après la fin de son régime accuse Hissène Habré d’être responsable d’environ 40 000 assassinats politiques. Il aurait ordonné entre autres le massacre de membres de l’ethnie Sara (1984), Hadjerai (1987) et Zaghawa (1989). En 1990, il se réfugia au Sénégal, où pendant un temps il mena une vie de luxe. En 2000, Jacqueline Moudeina déposa une plainte contre lui au Sénégal ; concomitamment, elle assigna devant les tribunaux tchadiens ses anciens agents de la sûreté. Elle fut toutefois déboutée de sa plainte par le tribunal suprême du Sénégal, celui-ci se déclarant incompétent. Jacqueline Moudeina et les victimes qu’elle représentait tentèrent par la suite d’assigner Habré devant une cour de justice en Belgique, en vertu du principe de la compétence universelle en matière de crimes contre l’humanité. Elle obtint alors qu’un juge d’instruction belge se saisît de l’affaire, envoyât une commission rogatoire au Tchad pour y entendre d’anciens collaborateurs du régime de Habré, inspecter les charniers et les camps d’internement, et collecter des documents d’archive pour les verser au dossier. Le juge inculpa finalement Habré de crimes contre l’humanité, de crimes de guerre et de génocide, et émit à son encontre un mandat d’arrêt international. Aussi la Belgique fut-elle amenée à demander que Habré fût extradé du Sénégal vers la Belgique. Cependant, l’Union africaine requit que Habré fût jugé au Sénégal, aucun chef d’État ne devant en effet, selon elle, être condamné hors du continent africain. Le Sénégal tout d’abord s’évertua à reporter sans cesse le début du procès, pour finir par déclarer en 2011 qu’aucune procédure ne serait engagée contre Habré. Dès lors, Jacqueline Moudeina s’efforce à nouveau d’obtenir que Habré soit jugé en Belgique. En juillet 2011, le Tchad fit une demande officielle d’extradition vers la Suisse. La situation fut débloquée à la suite de l’élection de Macky Sall à la présidence du Sénégal, en avril 2012, de l’injonction de la Cour internationale de justice en juillet de la même année. Sur décision de l’Union africaine, un tribunal spécial fut constitué à Dakar pour juger Hissène Habré. Le procès s'ouvre en juillet 2015. Jacqueline Moudeina y coordonne le collectif des avocats des victimes.

### Autres actions menées par l’ATPDH
En 2004, Jacqueline Moudeina fut élue présidente de l’ATPDH. L’organisation offre des séminaires de formation pour enfants et des cours d’instruction sanitaire sur le SIDA. La lutte contre l’esclavage des enfants est l’un des principaux domaines d’action de l’association. La pauvreté et le manque d’instruction portent de nombreux paysans au Tchad à vendre leurs enfants pour l’équivalent d’une dizaine de dollars américains à des éleveurs en quête de main-d'œuvre bon marché pour garder leurs troupeaux, mais il arrive également que des enfants soient enlevés sans le consentement de leurs parents. Les enfants n’accomplissant pas leurs tâches à la satisfaction des éleveurs sont battus, voire assassinés. L’association s’efforce de mettre un terme à ces pratiques par la mise en place de cercles de vigilance, mais aussi par une aide financière aux paysans.
Par ailleurs, Jacqueline Moudeina veille à ce que les droits de l’homme soient respectés lors de la mise en œuvre d’un projet d’oléoduc destiné à relier les champs pétrolifères tchadiens autour de Doba avec la ville portuaire de Kribi au Cameroun, réclamant notamment le versement de dédommagements appropriés en cas d’atteintes à l’environnement.

### Agressions et menaces de mort contre Jacqueline Moudeina
Au Tchad, l’action de Jacqueline Moudeina se heurte à de fortes résistances. Le 11 juin 2001, alors qu’elle assistait à N'Djamena à une manifestation pacifique contre les manipulations électorales, elle fut grièvement blessée par une grenade qu’un soldat lui avait jetée devant les pieds. Son état nécessita un séjour de 15 mois en hôpital et en centre de réadaptation en France ; plusieurs éclats de la grenade se trouvent encore dans sa jambe et la gênent pour marcher. Bien qu’il lui fût recommandé de rester en France, elle décida de rentrer dans son pays. Peu avant Noël 2003, des inconnus pénétrèrent par effraction dans son bureau et le fouillèrent. En 2005, elle obtint dans le cadre du programme Scholars at Risk (litt. Universitaires en danger) une bourse de la Dickinson School of Law de l’université d'État de Pennsylvanie. Au début de l’année 2008, elle fut à de multiples reprises l’objet d’intimidations de la part des autorités de son pays après qu’elle et son organisation eurent révélé que le gouvernement du président Idriss Déby aussi envoyait des enfants-soldats dans la guerre tchado-soudanaise (laquelle constitue un volet du conflit du Darfour). Elle se vit plusieurs fois adresser des menaces de mort et dut se réfugier sur la base militaire française à N'Djamena. Ces événements l’ont déterminée à solliciter l’asile politique en France.

## Distinctions
- Prix Martin Ennals (2002)
- Right Livelihood Award (2011)